# 那覇市議会
那覇市議会（なはしぎかい）は、沖縄県の県庁所在地である那覇市の議会。

## 概要
- 定数：40人
- 任期：2025年8月4日 - 2029年8月3日[1]
- 選挙区：市全体を1選挙区とする大選挙区制（単記非移譲式）
- 議長：坂井浩二（なは自民・無所属の会）[2]
- 副議長：大城幼子（公明党）[2]

戦前の那覇市会および那覇区会と各合併市町村議会と間切会を前身とする。

## 施設
市議会は那覇市役所の本庁舎4階にある。

## 会派
| 会派名                 | 議員数 | 所属党派                                 | 女性議員数 | 女性議員の比率(%) |
| ---------------------- | ------ | ---------------------------------------- | ---------- | ----------------- |
| なは自民・無所属の会   | 10     | 自由民主党9・無所属1                     | 3          | 33.33             |
| 公明党                 | 7      | 公明党7                                  | 2          | 28.57             |
| 日本共産党             | 5      | 日本共産党5                              | 2          | 40                |
| 立憲民主・社民・ニライ | 5      | 立憲民主党3・社会民主党1・無所属1        | 1          | 20                |
| れいわ那覇ちぬぐくる   | 3      | れいわ新選組3                            | 1          | 33.33             |
| 無所属クラブ           | 2      | 無所属2                                  | 0          | 0                 |
| みんなの協働！         | 2      | 国民民主党1・無所属1                     | 1          | 50                |
| うない・にぬふぁ       | 2      | 政策集団新しい風・にぬふぁぶし1・無所属1 | 1          | 50                |
| 無所属                 | 4      | 参政党1・沖縄社会大衆党1・無所属2        | 4          | 100               |
| 計                     | 40     |                                          | 15         | 37.5              |

（2025年8月18日現在）
与党はなは自民・無所属の会、公明党、みんなの協働！、無所属クラブの会派20人。
中立は立憲民主・社民・ニライ、無所属クラブ、無所属の会派7人。
野党は日本共産党、れいわ那覇ちぬぐくる、立憲民主・社民・ニライ、うない・にぬふぁの会派13人。

## 議員報酬等
| 役職   | 議員報酬        | 政務活動費 |
| ------ | --------------- | ---------- |
| 議長   | 月額 69万4000円 | 月額 9万円 |
| 副議長 | 月額 62万6000円 | 月額 9万円 |
| 議員   | 月額 58万6000円 | 月額 9万円 |

- 別途、年2回期末手当あり
- 政務活動費の残金は市に返還する義務がある
- 議員年金は2011年（平成23年）6月1日で廃止されている

## 出身者

### 首長
- 翁長雄志 - 前沖縄県知事・元那覇市長

### 国会議員(現職)
- 赤嶺政賢 (日本共産党)
- 島尻安伊子 (自由民主党) - 元沖縄・北方担当大臣 (那覇市議会議員は民主党公認候補として当選)

### 前職・元職
- 渡口初美 - 政治活動家

## 事件・不祥事
- 2023年12月6日、那覇市が所有する土地の権利をめぐり、市議会で便宜を図る見返りの賄賂を受け取ったとして、市議会の久高前議長ら5人が起訴された。[6]